# Lady in the Dark
Lady in the Dark ist ein Broadway-Musical aus dem Jahr 1941 mit der Musik von Kurt Weill und den Gesangstexten von Ira Gershwin. Das Buch stammt von Moss Hart, der auch die Regie übernahm.

## Inhalt
Das Stück greift die damals aktuell werdende Psychoanalyse als Thema auf und verarbeitet Erfahrungen des Autors während seiner eigenen Analyse bei Gregory Zilboorg. Es ist in vier als Traumsequenzen (Glamour Dream, Wedding Dream, Circus Dream und Childhood Dream) gestaltete Musicalszenen gegliedert. Die psychische Gesundung der Hauptperson Eliza Elliott wird an einem durchlaufenden musikalischen Thema verdeutlicht, das von einem Bruchstück ausgehend nach und nach immer umfangreicher wird, bis es zu einem vollständigen Song (My Ship) wird. Die Hauptfigur Eliza Elliott ist die Chefredakteurin einer großen Modezeitschrift, beruflich erfolgreich, aber unglücklich und kann sich nicht zwischen zwei Männern entscheiden. Erst ganz am Ende erkennt sie, dass ein dritter Mann der Richtige ist.
Die Handlung schreitet chronologisch fort, Liza wird immer wieder bei der Arbeit und der Beschäftigung mit ihren persönlichen Problemen gezeigt, dann folgen immer wieder Szenen, in denen sie mit ihrem Psychoanalytiker spricht und ihm die Träume erzählt, die dann als Musicalszenen gespielt werden.

## Bekannte Musiknummern
- Oh, Fabulous One – Oh, Himmlische
- One Life to Live – Jeder lebt nur einmal
- Girl of the Moment – Schönste der Stunde
- This is New – Es ist neu
- The Princess of Pure Delight – Die Prinzessin der reinen Glückseligkeit
- Tschaikowsky
- The Saga of Jenny – Die Saga von Jenny
- My Ship – Mein Schiff

## Aufführungsgeschichte
Das Musical wurde am Alvin Theatre (jetzt Neil Simon Theatre) am 23. Januar 1941 unter der musikalischen Leitung von Maurice Abravanel uraufgeführt; am 30. Mai 1942 erfolgte die letzte von 467 Aufführungen. In der Originalbesetzung spielten Gertrude Lawrence (Liza Elliott), Danny Kaye (Russell Paxton), Macdonald Carey (Charley Johnson), und Victor Mature (Randy Curtis) mit.
Die deutschsprachige Erstaufführung unter dem Titel Das verlorene Lied war am 24. Mai 1951 im Staatstheater in Kassel. Die Übersetzung ins Deutsche stammt von Adolf Stemmle und Maria Teich. Als Die Dame im Dunkeln wurde das Musical 1976 in Lübeck in einer Übersetzung von Karl Vibach und Marianne Schubart aufgeführt. Wiederum in einer Neuübersetzung von Roman Hinze wurde Lady in the Dark ab Oktober 2011 an der Staatsoper Hannover unter der Regie von Matthias Davids gezeigt sowie ab Dezember 2021 in der Volksoper Wien.

## Verfilmung
Die Verfilmung aus dem Jahre 1944, ebenfalls unter dem Titel Lady in the Dark, entstand unter Regie von Mitchell Leisen mit Ginger Rogers und Ray Milland in den Hauptrollen. Es verzichtet auf einen Großteil von Weills Musik, nicht aber auf das zentrale My Ship.